# Juliusz August John
Juliusz August John (niem. Julius August John; ur. 1804 w Królewcu, zm. 9 marca 1886 w Krakowie) – obywatel miasta Krakowa, właściciel dóbr ziemskich, kupiec i właściciel browaru, kurator Zboru Ewangelickiego, wiceprezes Izby handlowo-przemysłowej, długoletni członek Rady miejskiej, dyrektor filii banku austro-węgierskiego i członek Rady nadzorczej Towarzystwa wzajemnych ubezpieczeń ubezpieczeń, członek wielu Towarzystw dobroczynności.

## Życiorys
Urodził się w Królewcu w 1804 roku, jako młodzieniec przyjechał do Krakowa i tu rozpoczął pracę w sklepie Samelsona, następnie zaś założył własny sklep galanteryjny. Ożenił się z córką Rudolfa Jennyego piwowara krakowskiego, objął po teściu browar znany pod nazwą Browar Johnów. Powołany przez namiestnictwo działał w wydziale miejskim administracyjnym za czasów burmistrza Fryderyka Tobiaszka. Następnie wybrany do nowo powstającej Rady, w której zasiadał prawie do końca życia, bo do roku 1884. Pracuje czynnie w Izbie Przemysłowo-Handlowej; wybrany na wiceprezesa. W zborze ewangelickim zostaje kuratorem, zasiada w Radzie nadzorczej Towarzystwie Wzajemnych Ubezpieczeń, a oprócz tego urzęduje jako dyrektor filii banku austro-węgierskiego. Pochowany na Cmentarzu Rakowickim kwatera Ka, gr. rodz. Jennych i Johnów.